# Lotus Flower (песня)
«Lotus Flower» — песня английской рок-группы Radiohead из восьмого студийного альбома The King of Limbs (2011). В песне присутствует фальцет певца Тома Йорка, отрывистый ритм и басовая линия с использованием синтезатора. Музыкальный видеоклип, в котором показаны неожиданные танцы Тома Йорка, получил миллионы просмотров и породил интернет-мем.
Хотя «Lotus Flower» не был выпущен в качестве коммерческого сингла, он попал в чарты, в том числе в британский чарт синглов, в чарт альтернативных песен США и в Billboard Japan Hot 100. Сингл получил положительные отзывы и был номинирован на премию за лучшее рок-исполнение, за лучшую рок-песню и за лучшее музыкальное видео на 54-й ежегодной церемонии Грэмми.

## История и запись
Вокалист «Radiohead» Том Йорк впервые исполнил сольную версию «Lotus Flower» в Echoplex в Лос-Анджелесе 2 октября 2009 года, когда гастролировал со своей группой Atoms for Peace.
Как и остальные песни из альбома «The Kings of Limbs», песня, возможно, была записана в доме актрисы Дрю Бэрримор. 24 января 2010 года группа «Radiohead» приостановила запись для выступления в театре Генри Фонда в Голливуде, чтобы собрать средства для Oxfam в ответ на землетрясение на Гаити 2010 года; во время представления Йорк исполнял «Lotus Flower» в одиночку на акустической гитаре. Шоу было выпущено бесплатно онлайн в декабре 2010 года под названием «Radiohead для Гаити».

## Композиция
Согласно NME, «Lotus Flower» сочетает в себе электронное инструментальное оборудование четвёртого альбома Radiohead Kid A (2000) со «звуковым теплом» их седьмого альбома In Rainbows (2007). Песня включает фальцет Йорка, похожий на Принса, отрывистый ритм и мощную басовую линию с синтезатором Несмотря на обыкновенный размер, хлопки в пятикратном метре создают метрический диссонанс.
«Lotus Flower» имеет традиционную структуру песни в большей мере, чем другие песни из альбома «The King of Limbs». Люк Льюис из NME назвал её «единственной возможной песней с настоящим припевом из альбома „The King of Limbs“». Льюис предположил, что в тексте говорится о трансцендентности, самоуничижении и «магии потерять себя в музыке и чувствах».

## Релиз
Песня «Lotus Flower» была выпущена в восьмом студийном альбоме Radiohead, The King of Limbs (2011). Хотя сингл не был выпущен как коммерческий, он попал в чарты, включая чарт синглов Великобритании, чарт альтернативных песен США и Billboard Japan Hot 100.
Ремиксы различных исполнителей на «Lotus Flower» были выпущены позже в том же году и были собраны в альбоме ремиксов TKOL RMX 1234567.

## Критика
Billboard и The New York Times оценили «Lotus Flower» как лучший трек из альбома «The King of Limbs» AV Club описал песню как «чувственно сложное явление для того, чтобы быть фаворитом танцпола». В газете «The Independent» было написано, что это «не совсем гимн для пения хором», а «просто пустая и достаточно загадочная песня для того, чтобы выдерживать различные толкования». В NME песню назвали «тонкой, но мощной», а в Austin Chronicle её назвали «основным элементом современной электро-поп-музыки». Трек был номинирован на премии за «лучшее рок-исполнение» и «лучшую рок-песню» на 54-й ежегодной церемонии Грэмми.

## Видеоклип
Группа «Radiohead» выпустила музыкальный видеоклип на песню «Lotus Flower» на своём канале YouTube 18 февраля 2011 года/ Режиссёром клипа стал Гарт Дженнингсом, хореографом выступил Уэйн Макгрегор, видео включает чёрно-белые кадры с хаотично танцующим Йорком. Йорк сказал о создании видео: «Я никогда не уверен в том, как выгляжу, но становлюсь шокирующим и привлекаю взгляд. Видео „Lotus Flower“ вызвало сильный дискомфорт, я сделал всё, но это дало трещину. Мне показали отрывки из видео на следующий день, и я сказал: „Это не выходит“. Это было похоже на то, что папарацци сняли меня обнажённым или вроде того. Видео было испорчено. Но если присутствует риск, то это, наверное, хорошо».
К 2013 году видео было просмотрено более 20 миллионов раз. Так возник интернет-мем «Танцующий Том Йорк», люди заменяли звуковую дорожку в видеоклипе или редактировали визуальные эффекты, что привело к появлению хештега «#thomdance» в Twitter. Йорку это понравилось, и он сказал: «Это огромное удовольствие. Это то, что все хотят. Если это то, над чем ты работал, выходит за пределы, то это здорово».
На сайте IndieWire было написано, что Дженнингс превратил «судорожный» танец Йорка в искусство так, что он стал «удивительно неотразимым… Конвульсивный, любопытный и захватывающий танец Йорка становится главной привлекательностью». В британской газете Мetro похвалили выступление Йорка, написав следующее: «каким-то образом, несмотря на то, что он похож на массу запутанных конечностей в захвате и в атаке, это работает», но видеоклип подвергся критике как «cкудный и мало говорящий о чём-либо». Видео было номинировано на премию за лучшее музыкальное видео на 54-й ежегодной церемонии Грэмми.

## Чарты
| Чарт (2011)                                  | Высшая позиция |
| -------------------------------------------- | -------------- |
| Бельгия/Фландрия (Ultratip Bubbling Under)   | 15             |
| Бельгия/Валлония (Ultratip Bubbling Under)   | 16             |
| Япония (Billboard Japan Hot 100)             | 53             |
| UK Singles Chart (Official Charts Company)   | 165            |
| США (Billboard Adult Alternative Songs)      | 20             |
| США (Billboard Alternative Airplay)          | 33             |
| США (Billboard Hot Rock & Alternative Songs) | 41             |